# Какун (деревня)
Какун (араб. قاقون‎) — большая разрушенная арабская деревня в Эмек-Хефер, в шести километрах от Туль-Карема. Площадь деревни на 1945 год составляла 41 767 дунамов, в ней проживали 1970 человек.
Существуют свидетельства того, что это место было заселено ещё в период Новоассирийской империи. Руины крепости крестоносцев и мамлюков до сих пор стоят на территории бывшей деревни.
Какун была непрерывно заселена арабами по креайней мере с эпохи мамлюков.
Деревня возникла вокруг крепости мамлюков. Во время Войны за Независимость Израиля, в 1948 году, деревня была покинута жителями.